# 三頭政治 (アルバム)
『三頭政治』（原題：Triumvirate）は、マイク・ブルームフィールド、ジョン・P・ハモンド（本作のクレジットにおける表記はジョン・ハモンド）、ドクター・ジョンが連名で1973年に発表したスタジオ・アルバム。ブルームフィールド及びハモンドの所属レーベルであったコロムビア・レコードから発売された。

## 解説
LPの裏ジャケットに記載されたライナーノーツによれば、当初のセッションは難航し、ドクター・ジョンは「地獄のようだった」「互いに殺し合ってもおかしくなかったよ」とコメントしているが、2月末にドクター・ジョンがクリス・エスリッジとフレッド・ステイラーを連れて来てからは順調に進んだという。
本作の完成後、3人はロサンゼルスで共演ライヴを行い、その模様はテレビ番組「イン・コンサート」で放映された。しかし、当時コロムビアの社長だったクライヴ・デイヴィスが解雇されたのに伴い、計画されていたツアーはキャンセルとなり、本作のプロモーションも頓挫した。
「アイ・ヤイ・ヤイ」はシングルとしてもリリースされ、シングル・ヴァージョンは2008年発売の日本盤リマスターCD(SICP-1968)にボーナス・トラックとして収録された。

## 収録曲
1. チャ・ドゥーキィ・ドゥー - "Cha-Dooky-Doo" (Mae Vince) - 3:44
2. ラスト・ナイト - "Last Night" (Little Walter) - 2:55
3. アイ・ヤイ・ヤイ - "I Yi Yi" (Lorraine Rebennack) - 3:44
4. ジャスト・トゥ・ビー・ウィズ・ユー - "Just to Be with You" (Bernie Roth) - 4:11
5. ベイビー・レット・ミー・キス・ユー - "Baby Let Me Kiss You" (King Floyd) - 3:02
6. ショー・バウト・トゥ・ドライヴ・ミー・ワイルド - "Sho 'Bout to Drive Me Wild" (Mac Rebennack, Alvin Robinson, Jessie Hill, K. Floyd) - 3:31
7. イット・ハーツ・ミー・トゥー - "It Hurts Me Too" (Mel London) - 3:49
8. ロック・ミー・ベイビー - "Rock Me Baby" (Joe Josea, B.B. King) - 3:39
9. グラウンド・ホッグ・ブルース - "Ground Hog Blues" (John Lee Hooker) - 3:32
10. プリティ・シング - "Pretty Thing" (Willie Dixon) - 4:39

### 日本盤リマスターCD（2008年）ボーナス・トラック
1. アイ・ヤイ・ヤイ（シングル・ヴァージョン） - " I Yi Yi"
2. ザ・トリップ - "The Trip"

## 参加ミュージシャン
- ジョン・ハモンド - ギター、ハーモニカ、リード・ボーカル
- マイク・ブルームフィールド - リードギター、ボーカル
- ドクター・ジョン - ピアノ、オルガン、ギター、バンジョー、パーカッション、ボーカル、編曲
- クリス・エスリッジ - ベース
- フレッド・ステイラー - ドラムス
- トーマス・ジェファーソン・ケイ - ギター、バックグラウンド・ボーカル
- ジョン・ブードロー - パーカッション
- ベニー・パークス - パーカッション
- リチャード・"ブルー"・ミッチェル - トランペット
- ジョージ・ボハノン - トロンボーン
- ジェローム・ジュモンヴィル - サクソフォーン
- ジェイムズ・ゴードン - バリトン・サクソフォーン
- ロビー・モンゴメリー - バックグラウンド・ボーカル
- ジェシー・スミス - バックグラウンド・ボーカル
- ロレイン・レベナック - バックグラウンド・ボーカル
- ジム・ジョーシア – ソプラノ・サクソフォーン、アルト・サクソフォーン、テナー・サクソフォーン
- ジェシー・ヒル – ボーカル、バックグラウンド・ボーカル